# Avsugning
Den här artikeln behandlar ympningsmetoden. För oralsex utfört på man, se fellatio.

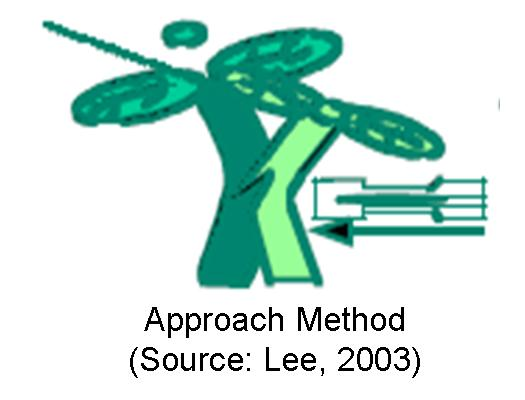
Avsugning, där en snittad gren fästs ihop med en annan snittad gren.

Avsugning eller ablaktering är en ympningsmetod som används på växter som är svåra att föröka med avskurna sticklingar. Metoden går ut på att ett snitt görs i vardera kvist. Skårorna läggs mot varandra, och kvistarna binds ihop. Ympkvisten lämnas kvar på sin rotade moderplanta under en tid. När ympkvisten vuxit fast skärs den loss och får växa vidare på mottagaren.
Avsugning kan bara användas när de två plantorna står nära varandra, den mindre plantan (den som ska ympas in) kan då planteras i jorden bredvid mottagaren eller stå i en kruka bredvid.